# Погожева, Наталья Васильевна
Впервые подробно о сёстрах В. и Н. Погожевых подробно — с архивными источниками и документами Лейпцигской консерватории — рассказано в диссертации:

Осипова, Людмила Александровна. История фортепианно-дуэтного исполнительства в России: конец XVIII- начало XX века : диссертация ... кандидата искусствоведения : 17.00.02 / Осипова Людмила Александровна; Москва, 2014. - 325 с. : ил.
Ната́лья Васи́льевна Пого́жева (в некогорых источниках ошибочно именуется Наде́ждой; 22 августа (3 сентября) 1834 — 18 (30) июля 1856) — российская пианистка, певица

 и музыкальный педагог середины XIX века; младшая сестра Веры Погожевой, которая также посвятила свою жизнь музыке.

## Биография
Четвёртая дочь Василия Николаевича Погожева (1802—1863), инженер-майора ведомства путей сообщения, от его брака с Евдокией Петровной Некрасовой. Погожев был внуком купца, именитого гражданина Великого Устюга. Родилась в сельце Перепутье Порховского уезда Псковской губернии, где её отец состоял командиром Вытегорской военно-рабочей роты и руководил строительством Динабургского шоссе. Крещена 29 августа 1834 года в Михаило-Архангельской церкви погоста Гора Порховского уезда.
Погожев довольно подробно изложил биографию дочерей в своих «Воспоминаниях», опубликованных в нескольких номерах «Исторического вестника» в 1893 году. С детства, как и её старшая сестра Вера, имела выдающиеся способности к драматическому и музыкальному искусствам. Сёстры «с удивительным художеством» декламировали не только стихи Гавриила Державина, Александра Пушкина и других поэтов, но и целые сцены из разных драматических произведений, отличаясь в то же время удивительной музыкальной памятью и воспроизводя по слуху разные слышанные ими мотивы.
Знакомые отца Погожевых — русские литераторы, часто бывавшие у него в доме: Нестор Кукольник, Владимир Бенедиктов, Евгений Гребёнка и П. Волков советовали ему серьезно заняться музыкальным образованием своих дочерей, и, по их настоянию, он пригласил для них учительницу музыки М. Розенталь, которая вскоре заявила, что таланты сестёр так велики, что им нужен для преподавания более глубокий, чем она, знаток музыки.
Приглашен был Ф. Зибольдт, а затем Карл Фольвейлер. Зибольдт первый положил прочное основание методу их игры. Десяти и девяти лет от роду они уже играли с аккомпанементом оркестра; 28 марта 1844 года ими дан был первый публичный концерт в пользу Второго Василеостровского детского приюта. Успех превзошел ожидания: публика была восхищена, а в газетах появились статьи, в которых девиц Погожевых называли «музыкальным чудом». Потом они дали еще несколько публичных концертов. Знатоки музыки, любители и артисты советовали Погожеву отправить дочерей за границу для усовершенствования их талантов в одной из лучших европейских консерваторий.
В 1847 году помещик Погожев отправился с дочерьми в Лейпцигскую консерваторию, где они занимались под руководством Феликса Мендельсона-Бартольди и пианиста Игнаца Мошелеса, брали уроки контрапункта у профессоров Гаде, Рихтера и Гауптмана, а игры с аккомпанементом — у Фердинанда Давида. Через полгода после приезда в Лейпциг Погожевы играли в публичном концерте в присутствии короля Саксонского, а затем при дворе Сексен-Веймарском. За год и три месяца сёстры Погожевы окончили в Лейпциге двухгодичный курс и в 1848 году, выдержав публичный экзамен, были удостоены диплома.
По возвращении из-за границы Погожевы в первый раз играли в столице, на сцене Александринского театра, 8 и 10 октября 1848 года, с большим успехом. Затем они выступали в Симфоническом обществе, членами которого являлись, и давали концерты в Санкт-Петербурге и в провинции — Москве, Костроме, Вологде, Старой Русе и других городах Российской империи. В 1852 году Наталья Васильевна Погожева явилась и в роли певицы и брала уроки пения в Петербурге у де-Мерин, в Москве у Генриетты Ниссен-Саломан. Сеймур-Шиф, Карл Майер, Гензельт, Дамке, Даргомыжский, Оноре, Герке и многие другие известные артисты высоко ценили ее музыкальный талант.

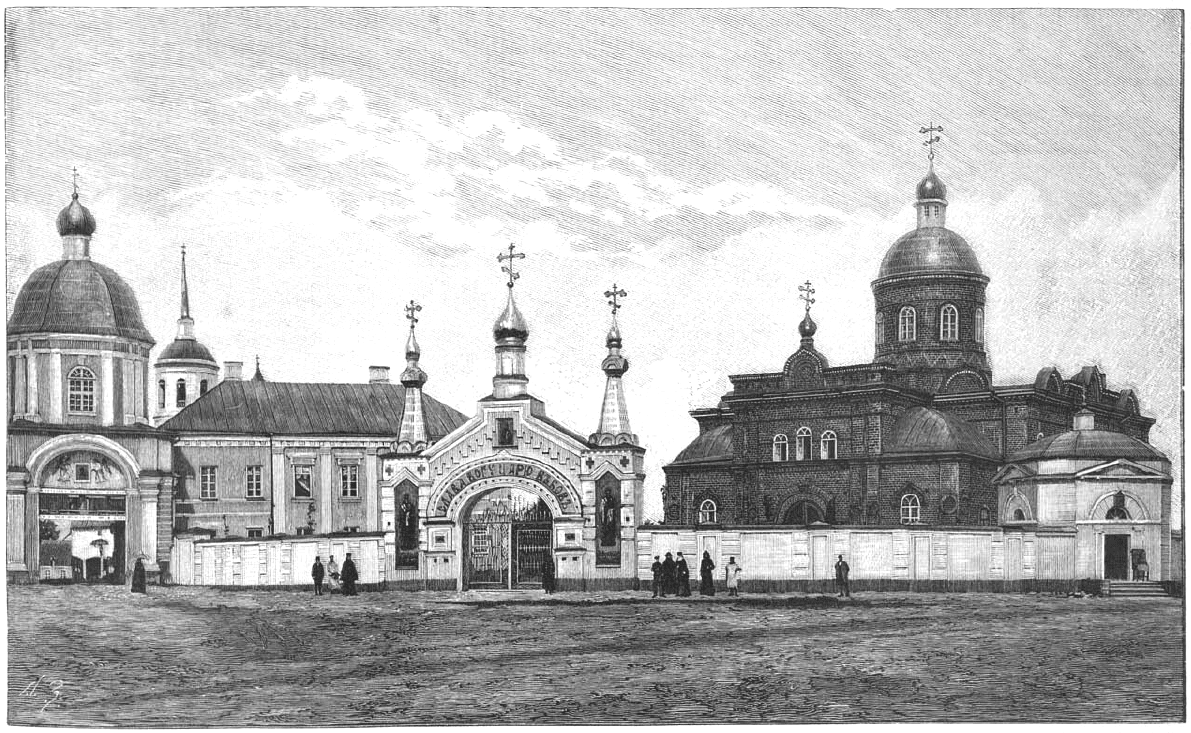
Спасо-Преображенский монастырь (Старая Русса)

Наталья Погожева оставила после себя несколько музыкальных пьес: две песни без слов, вальс из русских песен, тетрадь музыкальных упражнений в разных родах. Вместе с сестрой они написали: «Музыка во всех ее проявлениях» («Пантеон» 1850 г., т. IV, № 7 и "Литературные прибавления к журналу «Музыкальный Свет» 1875 г., № 7, 8, 9 и 11). Кроме того, Hаталья Погожева изучила английский и итальянский языки и собиралась в Италию для «усовершенствования в пении», но этой её мечте не суждено было сбыться.
Незадолго до смерти начала преподавать музыку в Екатерининском и Елизаветинском институтах города Москвы; после её смерти занятия с воспитанницами продолжила её сестра Вера.
Наталья Васильевна Погожева умерла 18 (30) июля 1856 года в Старой Русе от нервного расстройства и чахотки. Похоронена в местном Спасо-Преображенском монастыре.